# Шевченківська енциклопедія

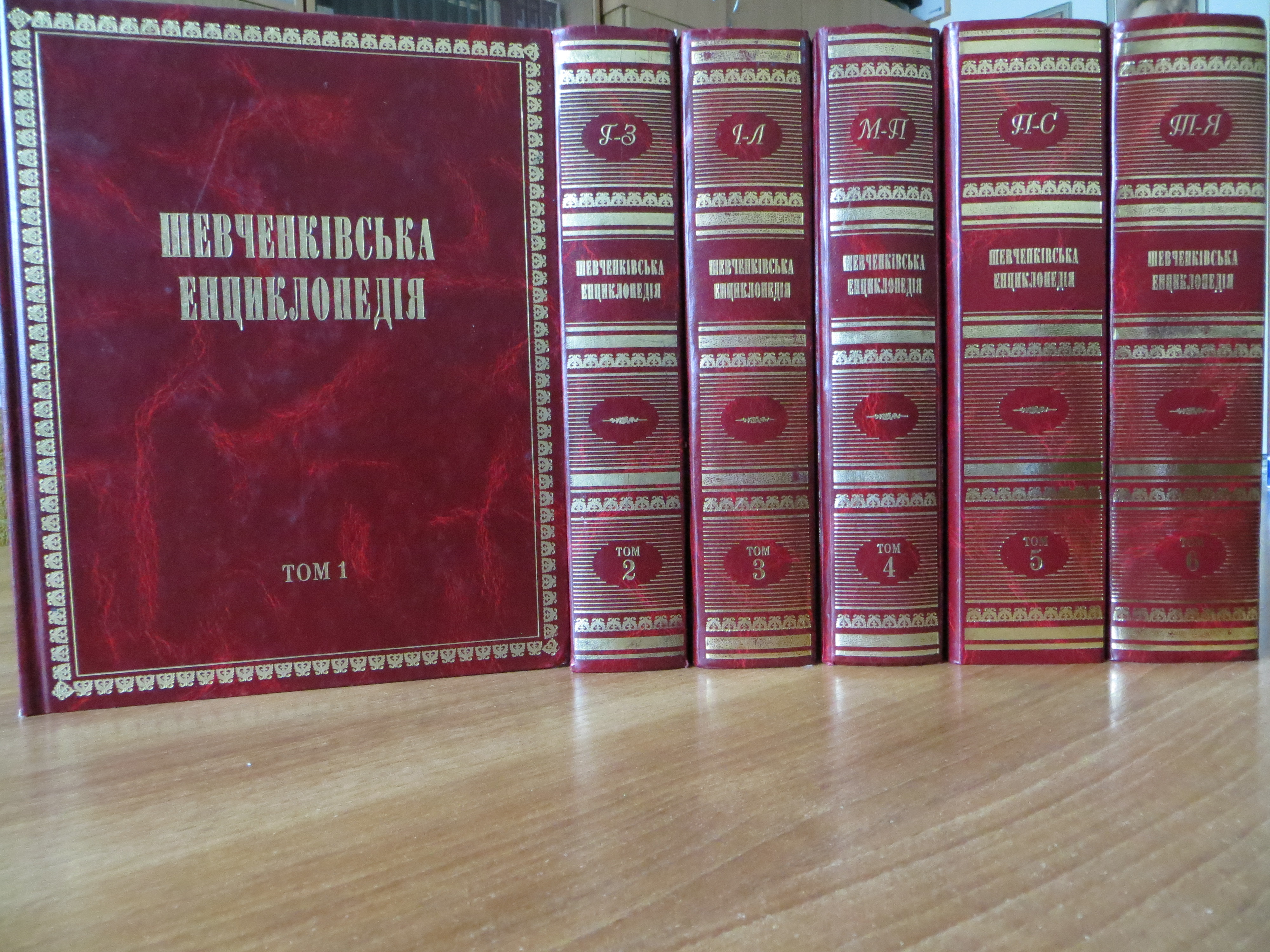
Шевченківська енциклопедія

Шевче́нківська енциклопе́дія (ШЕ) — енциклопедія — універсальне наукове довідкове видання про життєвий і творчий шлях Т. Г. Шевченка, яке підготував Інститут літератури імені Т. Г. Шевченка НАН України за участю шевченкознавців України та діаспори. Авторському колективу у складі І. Дзюби, О. Бороня, Р. Харчук, М. Юр, В. Смілянської, Н. Чамати, В. Бородіна (посмертно), які зробили найбільш помітний внесок у створення енциклопедії, присуджено Державну премію в галузі науки і техніки 2017 року.
Підготовлена і видана в шести томах до 200-річчя від дня народження Т. Г. Шевченка. В енциклопедії викладено основні відомості про життя, творчість і особистість Тараса Шевченка, його епоху та оточення, місце в національній та світовій культурі, підсумовано понад півторасторічний досвід вивчення всіх аспектів шевченкіани в українському та зарубіжному шевченкознавстві.
Містить 6307 статей, 5800 ілюстрацій, із яких 453 — на кольорових вклейках. Загальний обсяг — 5360 сторінок (646 обліково-видавничих аркушів). Вага — понад 13 кг.

## Історія
Ще на початку 1960-х років напередодні 150-річчя від дня народження Т. Г. Шевченка з ініціативи шевченкознавців і письменників Ленінграда (зокрема П. Жура, І. Айзенштока та інших) виникла ідея підготовки Шевченківської енциклопедії. Роботу над нею розпочав колектив Інституту літератури ім. Т. Г. Шевченка Національної академії наук України (на той час — АН УРСР) спільно із науковцями України та зарубіжжя. Проте, тодішня компартійна ідеологічна система не дозволила видати в Союзі РСР першу персональну енциклопедію, і тому це видання з'явилося як Шевченківський словник у 2-х томах.

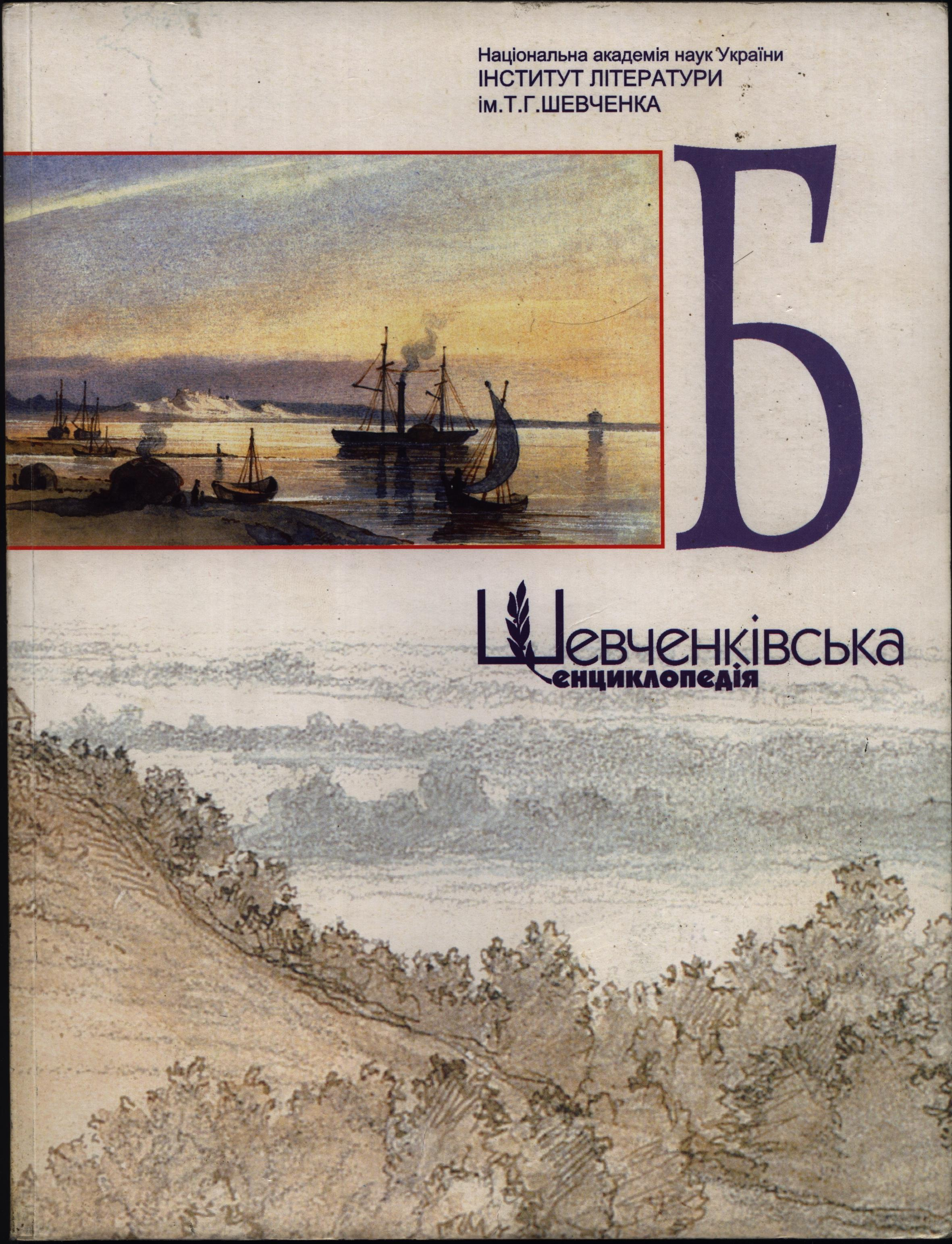
Шевченківська енциклопедія. Робочий зошит: Б. К., 2005

У 1993 р. випущено на правах рукопису слóвник планованого видання (у 4 тематичних зошитах із суцільною пагінацією). Через фінансову скруту підготовка видання провадилася повільно. На початку 1997 р. відділ шевченкознавства було реорганізовано у групу «Шевченківська енциклопедія» і разом із відділами давньої української літератури і української літератури ХІХ ст. об'єднано в один відділ під керівництвом д. філол. н. Олекси Мишанича. Відновлено відділ шевченкознавства 2001 року. Державне замовлення на проєкт «Шевченківської енциклопедії» було зроблено на підставі Указів Президента України № 940/2000 від 1 серпня 2000 р. та № 307/2003 від 7 квітня 2003 р. у рамках підготовки до ювілеїв Т. Шевченка 2011 і 2014 рр. Відтоді робота над ШЕ значно активізувалася. Спершу видання планувалося у 4-х томах, але у зв'язку зі значним зростанням кількості матеріалів Президія НАН України своєю постановою дозволила збільшити обсяг видання до 6 томів. Як пробні матеріали до обговорення було видано: Шевченківська енциклопедія. Робочий зошит А: «А нумо знову віршувать» — Ашкаренко Григорій. — К., 2004. — 239 с.
Шевченківська енциклопедія. Робочий зошит Б: Бабенко Надія — Бядуля Змітрок. — К., 2005. — 263 с.
Автори статей в енциклопедії — відомі шевченкознавці та літературознавці загалом, мистецтвознавці та представники різних галузей науки і мистецтв.
У 2012—2013 за програмою «Українська книга» накладом 2000 примірників побачили світ 1–4 томи, у 2015 вийшли друком 5 і 6 томи.
Шевченківська енциклопедія: В 6 т. — К.: НАН України, Ін-т л-ри ім. Т. Г. Шевченка, 2012. — Т. 1: А–В. — 744 с.; Т. 2: Г–З. — 760 с.; 2013. — Т. 3: I–Л. — 888 с.; Т. 4: M–Па. — 808 с.; 2015. — Т. 5: Пе–С. — 1040 с.; Т. 6: Т–Я. — 1120 с.

## Робота над енциклопедією
Редакційна колегія видання: М. Г. Жулинський (голова), М. П. Бондар, O. В. Боронь (відповідальний секретар), С. А. Гальченко, П. Ю. Гриценко, І. М. Дзюба, Р. Я. Пилипчук, Г. А. Скрипник, В. Л. Смілянська (заступник голови), Д. В. Стус, Н. П. Чамата.
Керівництво проєктом «Шевченківська енциклопедії» здійснювали: до 2001 р. — доктор філологічних наук Василь Бородін, у 2001—2014 рр. — доктор філологічних наук Валерія Смілянська. У 2011 р. заступником керівника проєкту було призначено О. Бороня.
Наукові редактори томів: В. Смілянська (1-й, 3-й, 5–6-й), О. Боронь (2-й, 4-й, 5-й), Н. Чамата (6-й) — згідно з вихідними відомостями. В. Смілянська і О. Боронь фактично редагували всі томи ШЕ. Розлогу передмову до першого тому «Довіку насущний» написав І. Дзюба.
Наукове редагування і впорядкування корпусу статей до енциклопедії виконали наукові працівники Інституту літератури ім. Т. Г. Шевченка НАН України 
за такими темами (у різний час):
- літературні твори Шевченка, теорія літератури, поетика — Ніна Чамата (спільно з Роксаною Харчук і Валерією Смілянською);
- малярські твори Шевченка — Ірина Вериківська, Леся Генералюк, Марина Юр;
- біографія Шевченка — Василь Бородін, Валерія Смілянська, Ніна Чамата;
- історія і Шевченко — Валерія Смілянська;
- оточення й місця перебування Шевченка — Оксана Яковина, Алла Калинчук;
- згадувані Шевченком персонажі:
  - міфологічні — Володимир Мовчанюк,
  - біблійні, агіографічні — Ніна Чамата;
- Шевченко і літератури:
  - українська — Борис Деркач, Любов Гаєвська, Олександр Боронь, Євгенія Лебідь, у 2012—2013 рр. — також В'ячеслав Левицький;
  - російська — Іван Бажинов, Юлія Соколюк, Ганна Улюра;
  - слов'янські — Микола Павлюк та ряд ін. працівників;
  - народів колишнього СРСР — Алла Калинчук;
  - світова — Володимир Мовчанюк, Тамара Носенко;
- Шевченко і мистецтво:
  - музика — Роксана Харчук,
  - кіно, театр — Світлана Попель, Тамара Носенко, Дмитро Єсипенко;
  - образотворче — Марина Юр, Олеся Стужук, Леся Генералюк;
- шевченкознавство:
  - літературознавці — Василь Бородін, Олександр Боронь,
  - мовознавці — Роксана Харчук,
  - мистецтвознавці — Марина Юр;
- вшанування пам'яті Шевченка — Світлана Попель, Олеся Стужук.

Багато з редакторів не побачили видання друком.
Працювати над ШЕ допомагала консультативна група: С. А. Гальченко (керівник), В. І. Дудко, С. А. Захаркін, О. О. Федорук. Бібліографію перевіряв О. О. Козак. Ілюстративний ряд забезпечували спершу M. В. Юр та Ю. І. Соколюк, згодом долучилися наукові редактори. Художній редактор — М. В. Юр.  Художник обкладинки — О. Г. Григір. Художньо-технічний редактор — Т. Г. Масленнікова. Літературні редактори: Р. В. Горбовець, С. А. Нілова, Г. В. Мостова, пізніше С. І. Гайдук. Комп'ютерний набір у різні роки здійснювали: М. М. Гусєва, О. В. Лігостова, Б. Ю. Поклад, М. С. Смілянська, Т. В. Стальна. Комп'ютерна верстка, макет та опрацювання ілюстрацій — Т. Г. Масленнікова. Коректор майже всього корпусу енциклопедії — С. І. Гайдук.
Виготовлення оригінал-макету кожного тому було здійснено на базі Інституту літератури без залучення сторонніх видавництв.
Енциклопедію підготовлено за державним замовленням на випуск видавничої продукції Національної академії наук України, а  випущено на замовлення Держкомтелерадіо України за програмою «Українська книга», тому видання не надходило у продаж, а розподілялося серед бібліотек і музеїв.
«Шевченківська енциклопедія» (томи 5 і 6) у Всеукраїнському рейтингу «Книжка року 2016» здобула перше місце в номінації «Хрестоматія» / літературознавство. Видання отримало також гран-прі рейтингу
.

## Рецензії
- Дмитренко М. Вершинне досягнення шевченкознавства // Слово і час. — 2016. — № 3. — С. 114—117.
- Зимомря М., Ткачук М., Науменко Н. Праця епохального значення [Архівовано 17 березня 2018 у Wayback Machine.] // Наукові записки Тернопільського національного педагогічного університету імені Володимира Гнатюка. Серія: Літературознавство. — 2016. — № 44. — С. 266—271.